# Karin Tschernich-Weiske
Karin Tschernich-Weiske (* 1973 in Dessau) ist eine deutsche Juristin, Politikerin (CDU) und Abgeordnete im Landtag von Sachsen-Anhalt.

## Leben
Karin Tschernich wuchs in Oranienbaum auf. Nach dem Abitur 1992 studierte sie Jura an der Martin-Luther-Universität Halle. Sie war dann im Verwaltungsbereich tätig: zunächst als juristische Dezernentin im Regierungsbezirk Dessau, dann in Magdeburg und Zerbst. In der Verwaltungsgemeinschaft Wörlitzer Winkel leitete sie ab 2007 das Verwaltungsamt, danach war sie persönliche Referentin des Bürgermeisters von Oranienbaum-Wörlitz und dann für ein Jahr des Oberbürgermeisters von Dessau. Sie wechselte 2014 als Juristin in die Privatwirtschaft.

## Partei und Politik
Tschernich-Weiske trat 2010 in die CDU ein. Sie erhielt 2014 ein Mandat im Stadtrat von Oranienbaum-Wörlitz, seit 2019 als dessen Vorsitzende. Bei der Landtagswahl in Sachsen-Anhalt 2021 zog sie über ein Direktmandat im Wahlkreis Dessau-Roßlau-Wittenberg in den Landtag ein.